# Сеймур, Эдвард, 4-й баронет
Эдвард Сеймур из Берри-Померой, 4-й баронет (англ. Sir Edward Seymour, 4th Baronet; 1632/1633 — 17 февраля 1708) — британский дворянин, политик-роялист и тори.

## Биография
Родился в замке Берри-Померой в семье, очень влиятельной в западных графствах. Старший сын сэра Эдварда Сеймура, 3-го баронета (1610—1688), и его жены Энн Портман (1609—1695), дочери сэра Джона Портмана, 1-го баронета. Потомок Эдварда Сеймура, 1-го герцога Сомерсета, по старшей линии. Из-за предполагаемой измены первой жены герцога герцогство было передано его сыновьям от второго брака. Опытный спорщик и политик, он дважды был спикером Палаты общин во время парламента Кавалеров, первым не юристом, которого выбрали на эту должность в течение значительного времени.
Эдвард Сеймур подписал Несколько Деклараций Компании Королевских авантюристов Англии, торгующих в Африке, документ, опубликованный в 1667 году, который привел к расширению Королевской Африканской компании.
Он был одним из лордов-комиссаров Адмиралтейства с 1673 по 1679 год, когда его сделали тайным советником. Он также занимал должность казначея военно-морского флота с 1673 по 1681 год, лорда-комиссара казначейства с 15 ноября 1690 по 2 мая 1696 года и контролера королевского двора с 1702 по 1704 год. Он также отвечал за Закон о Хабеас корпус 1679 года.
Несмотря на свои способности, характер Эдварда Сеймура был омрачен его надменной гордостью за свое происхождение (как и у его двоюродного брата, 6-го герцога Сомерсета) и продажностью. Однако его влияние пользовалось большим спросом, и он возглавлял мощную фракцию западных депутатов в парламенте. Противник законопроекта об исключении и типичный сельский джентльмен, его полномочия тори были безупречны. Сэмюэл Пипс в своем Дневнике записывает неприятное впечатление, которое высокомерие Сеймура произвело на большинство людей, которые его встречали ; почти 40 лет спустя герцог Мальборо написал, что, хотя не следует желать чьей-либо смерти, он был уверен, что смерть Сеймура не будет большой потерей.
Исходя из безопасности этой позиции, Эдвард Сеймур предложил, чтобы лояльный парламент расследовал нарушения, связанные с выборами его членов, прежде чем он предоставил какие-либо доходы королю Якову II, но поскольку ни один другой член не осмелился поддержать его, это не привело к немедленным последствиям. Он продолжал выступать против произвольных мер Якова на протяжении всего своего правления.
Во время Славной революции Эдвард Сеймур был одним из первых тори, кто выступил за принца Вильгельма Оранского. Замечания, которые предположительно прозвучали между ними при первой встрече, свидетельствуют о его гордости происхождением: «Я думаю, сэр Эдвард, — сказал принц, — что вы из семьи герцога Сомерсета». «Простите меня, ваше высочество, — ответил Сеймур, — герцог Сомерсет из моей семьи». Однако он придерживался партии тори, действуя как своего рода кнут или менеджер, и оставался энергичным риторическим противником вигов. Особенно он нападал на лорда Сомерса, канцлером и руководил несколькими попытками отстранить его от должности. В 1699 году смерть его третьего сына, Пофэма Сеймура-Конвея, от последствий ранения, полученного на дуэли с капитаном Джорджем Кирком, побудила его выступить против постоянной армии в Англии. Его энергичная защита своего друга сэра Ричарда Рейнелла, 1-го баронета, лорда-верховного судьи Ирландии, против абсурдного обвинения в том, что он участвовал в заговоре с целью убийства Вильгельма Оранского, демонстрирует его красноречие в дебатах и верность старым друзьям, которой ему не всегда приписывают.
Похоже, он страдал диабетом в более поздней жизни, обмен остроумием между Сеймуром и его врачом, доктором Рэтклиффом, был записан в Шутках Джо Миллера. Он умер в Брэдли-хаусе, Мейден Брэдли.

## Семья
7 сентября 1661 года Эдвард Сеймур первым браком женился на Маргарет Уэйл (1640—1674), дочери сэра Уильяма Уэйла из Северного Лаппенхэма, Ратленд, олдермена Лондона, и Маргарет Спарк. Сестра Элизабет Уэйл, которая стала женой достопочтенного Генри Ноэля из Северного Лаффенхэма, Ратленд, члена парламента. У супругов было двое детей:
- Сэр Эдвард Сеймур, 5-й баронет (1663 — 29 декабря 1741), старший сын и преемник отца
- Генерал-лейтенант Уильям Сеймур (1664 — 9 февраля 1728)

В 1674 году он вторым браком женился на Летиции Пофэм (ум. 16 марта 1714 года), дочери Александра Попэма и его жены Летиции Карр, от которой у него было семеро детей:
- Полковник Пофэм Сеймур-Конвей (1675 — 18 июня 1699)
- Фрэнсис Сеймур-Конвей, 1-й барон Конвей (28 мая 1679 — 3 февраля 1732)
- Чарльз Сеймур из Стастона, графство Дорсет
- Энн Сеймур (ум. 10 мая 1752), муж с 8 января 1707/1708 года Уильям Беркли (который в 1735 году сменил свое имя на Уильяма Портман и был впоследствии также известный как Уильям Беркли Портман[8]), из Пилла и Орчард-Портман, Сомерсет (ум. 1737), сын Эдварда Беркли, из Пилла, Сомерсет (ум. 1707) и его жена Элизабет Ривес (ум. 1724)
- Генри Сеймур, умер без мужского потомства
- Александр Сеймур, умер без мужского потомства
- Джон Сеймур, умер молодым.